# バックレスドレス

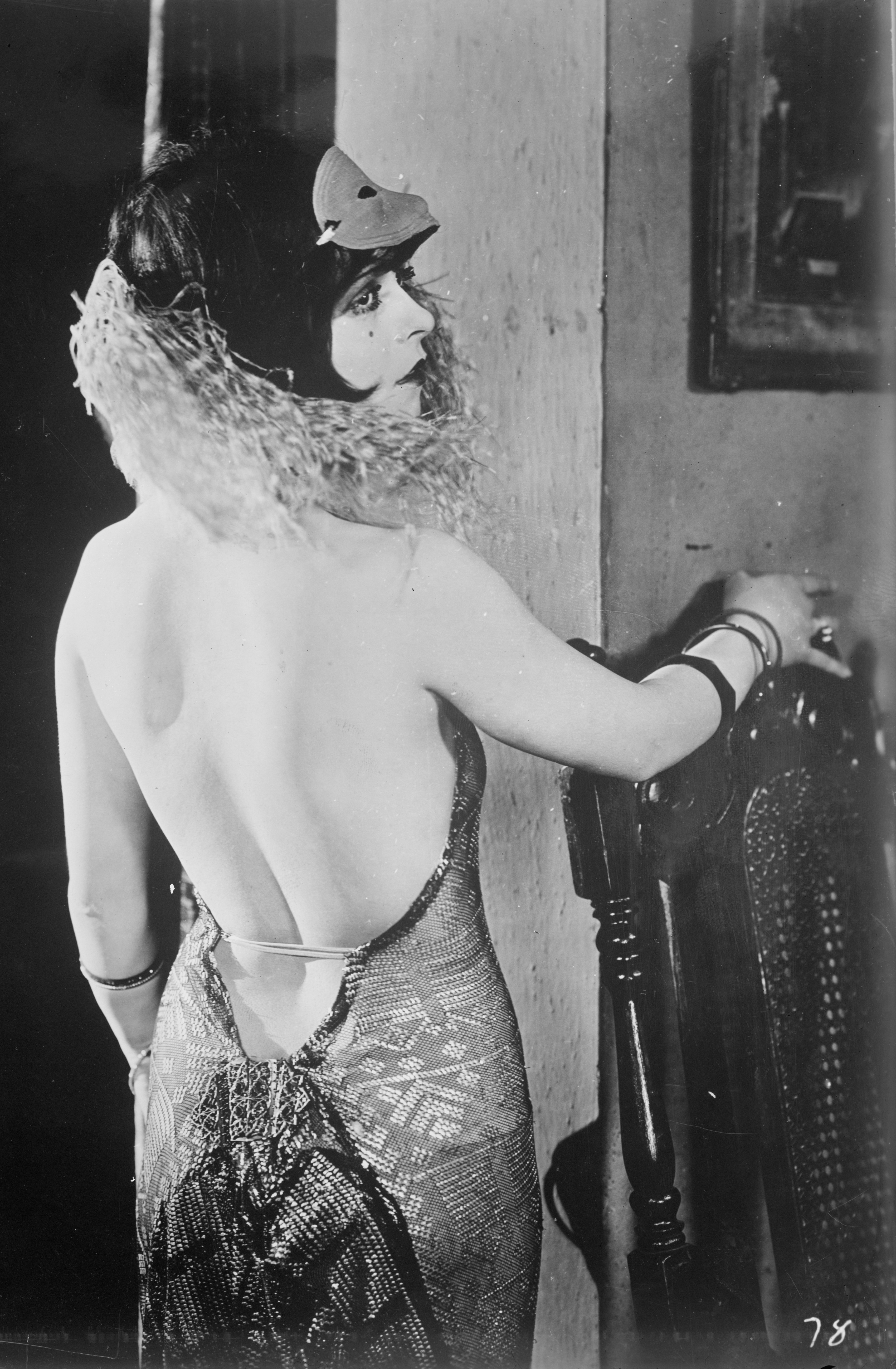
バックレスドレスを着用したクララ・ボウ、1920年代半ば

バックレスドレス（英語: Backless dress）は背中部分を露出させる形にデザインされたドレスを指す。バックレスドレスはイブニングドレスやウェディングドレスとしてフォーマルな場において一般的に着用され、ドレスの形状はホルターネック、ミニスカート、床まで伸びるものなど様々である。

## 歴史
バックレスドレスが初めて出現したのは1920年代である。1930年代、このスタイルは当時流行していた日光浴と結びつき、バックレスドレスは日焼けの跡となる線は見せずに日焼けを披露するための一つの方法となった。着用者は通常日焼けの効果を披露できるようスリムでなければならなかった。

## 種類
バックレスドレスは様々な方法で着用されている。最も一般的なものは着用者の首の後ろにドレスの一部分もしくは紐を通すホルターネックスタイルである。首に通す紐は着用者の髪で覆うことができるため、他人にはドレスを支えるものがないような印象を与えることができる。また、短い袖もしくはスパゲッティ・ストラップを使用して支えることもでき、この場合は肩で支える形で着用する。密着型のドレスやシースルーもまたバックレスドレスを着用する際に用いられる方法の1つである。
バックレスドレスで露出する大きさは様々であり、背中上部、背中上部から中央部を露出させるスタイル、肩甲骨を露出させるスタイルなどがある。また、臀部付近まで切れ込みの入ったバックレスドレスも存在する。

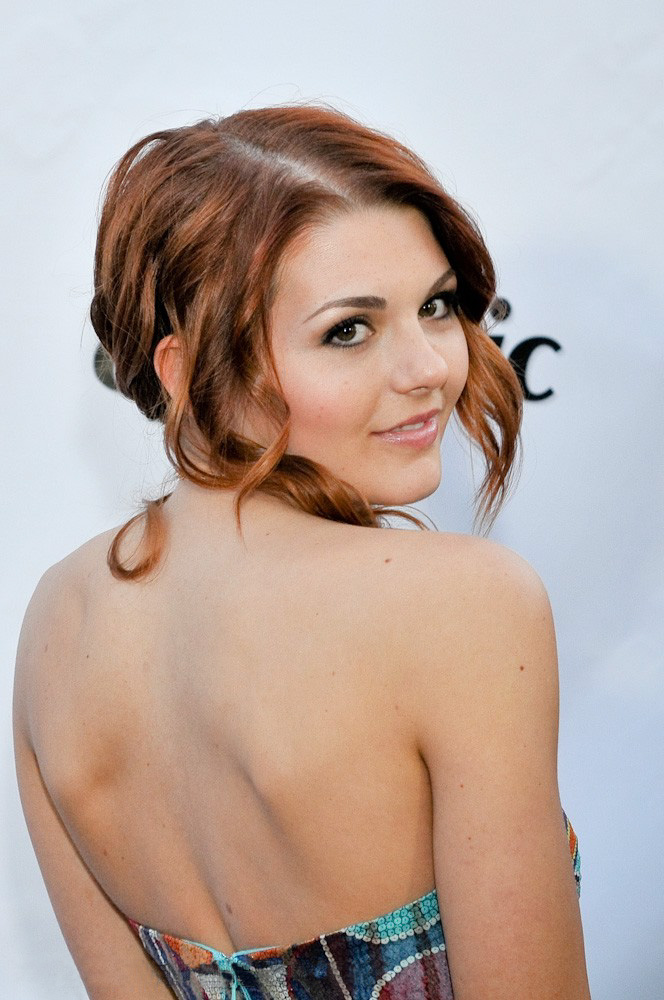
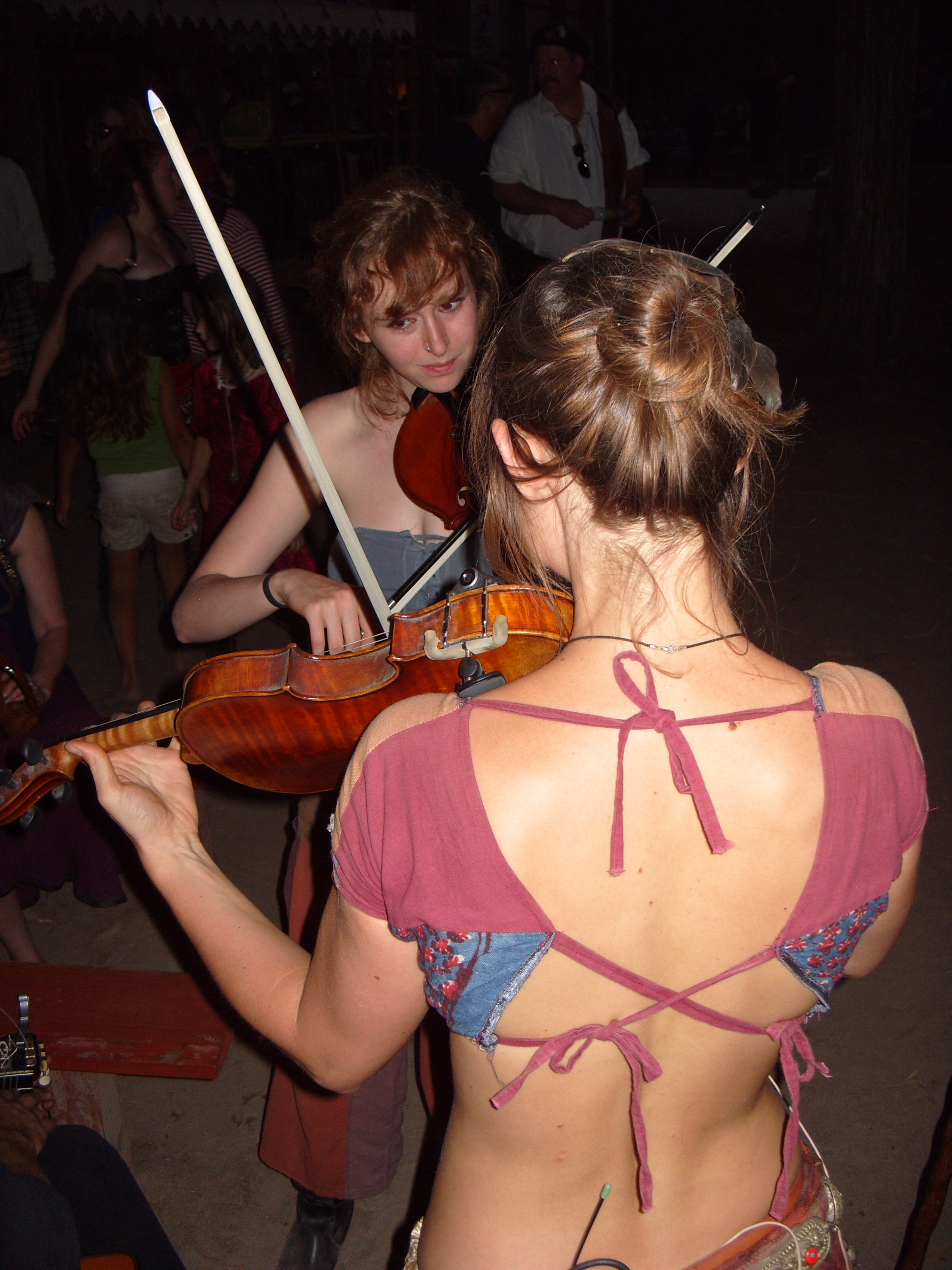
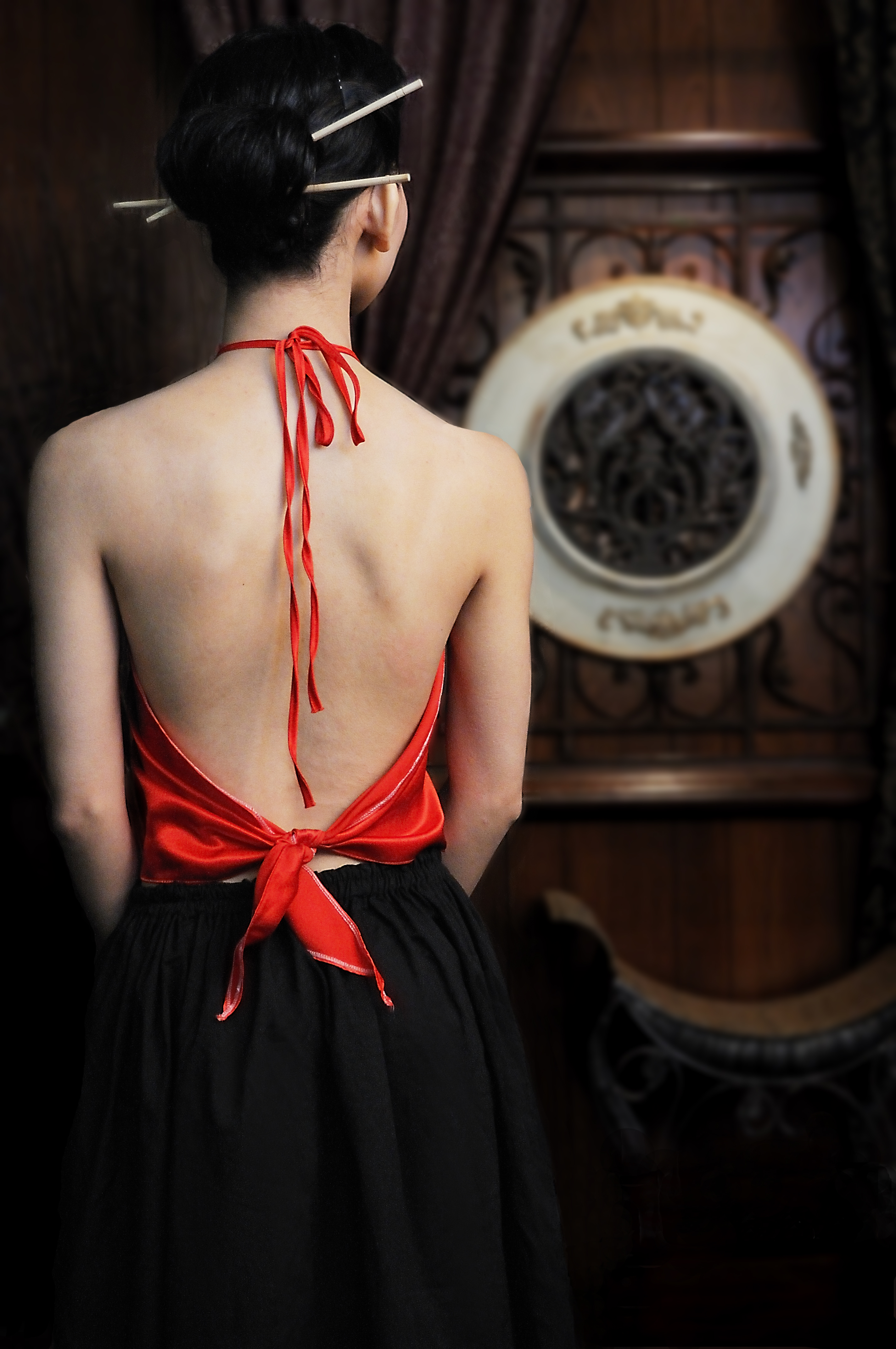
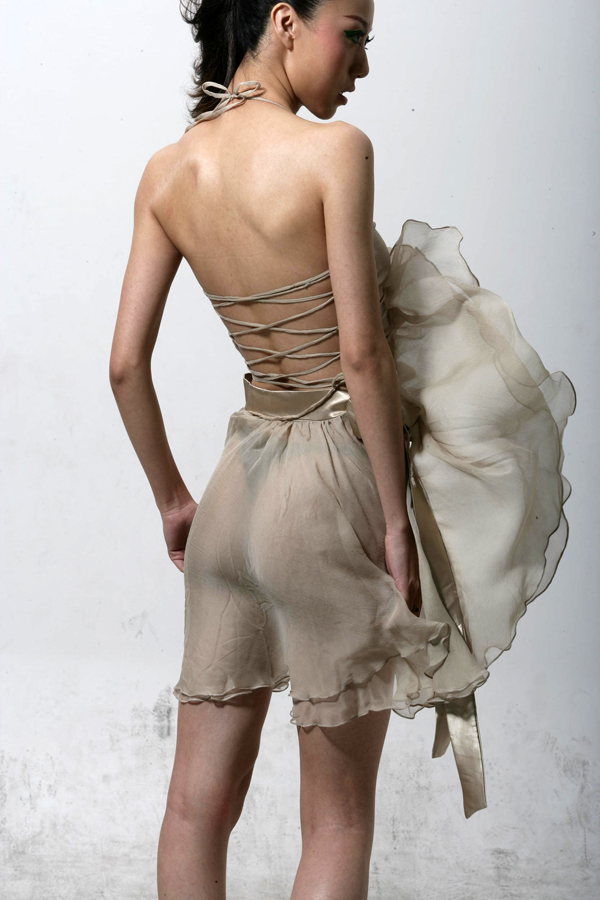
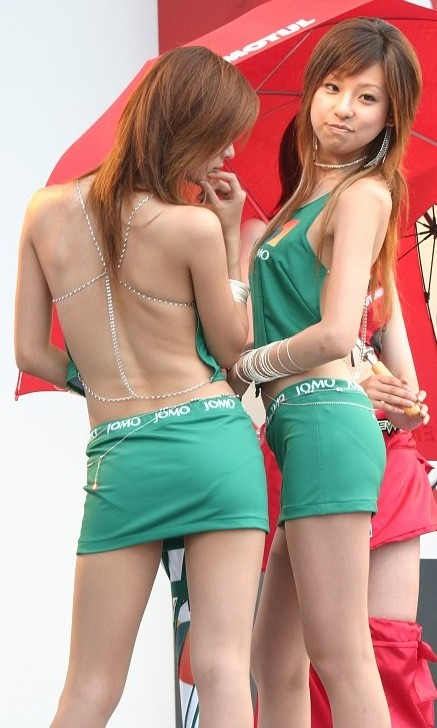
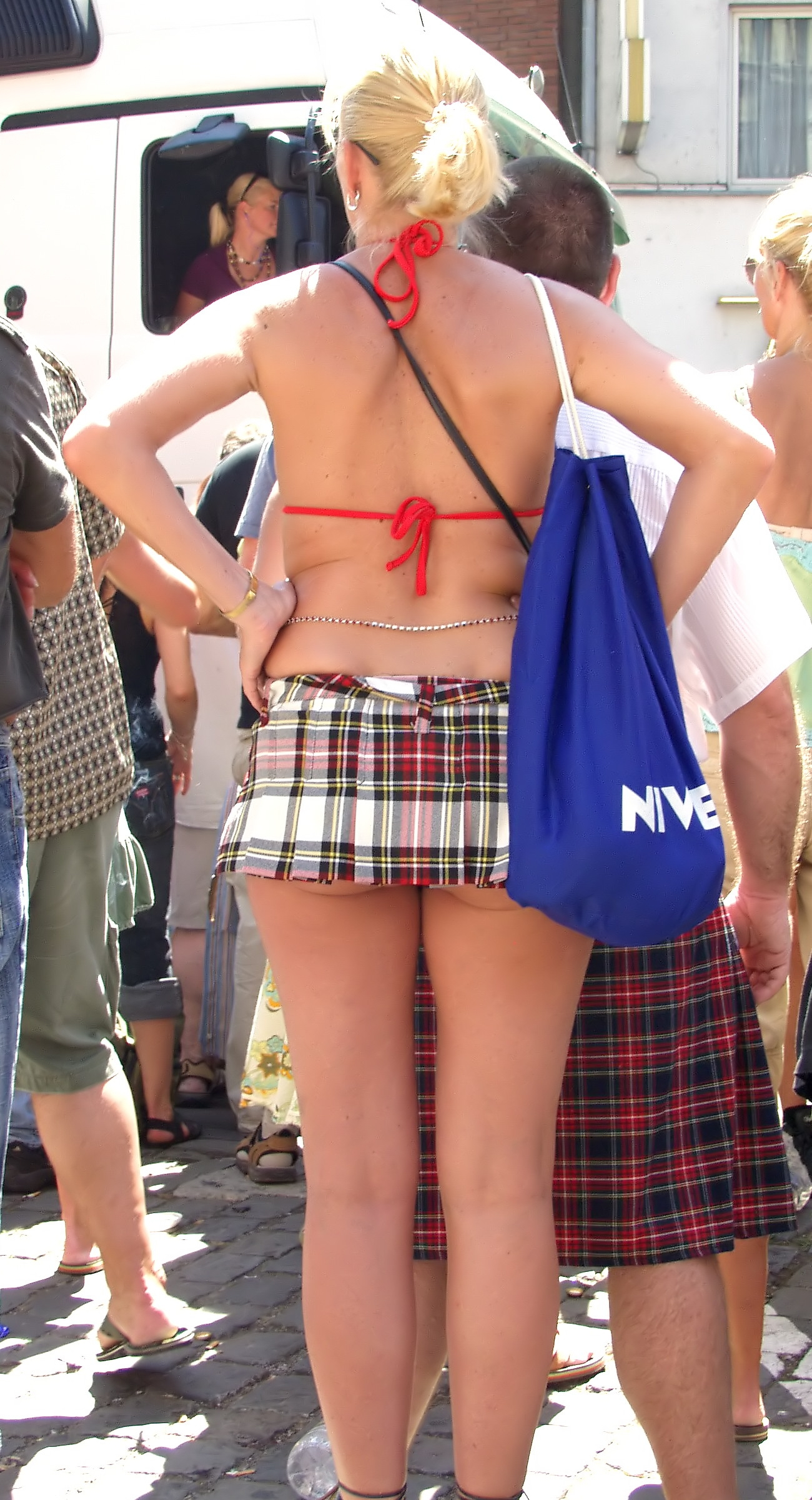

### チョリ
バックレスというスタイルは、インド人女性がサリーやガーグラとともに着用するチョリにおいても見られる。
背中部分に関しては、「一部分を露出する」スタイルと紐を利用することで「全体を露出する」スタイルがある。バックレスのチョリは寝間着として一般的だったが、西洋のファッションの影響を受けて昼間の服装にも着用されるようになったものである。この服装を自意識過剰にならずに着用するには洗練された女性であることが要求される。この服装はナウタンキー・サーラにおいて歌を歌う際にマドゥリ・ディークシットが着用していたことで人気に火がついた。インドの女優ヴィディヤー・バーランは「ドレープやブラウスと合わせることでサリーをセクシーに見せることができるし、何層も重ねて服を着るよりも肌を晒す服装のほうが好きだから、私はいつも腰までの長さのブラウスを着ている」と述べている。

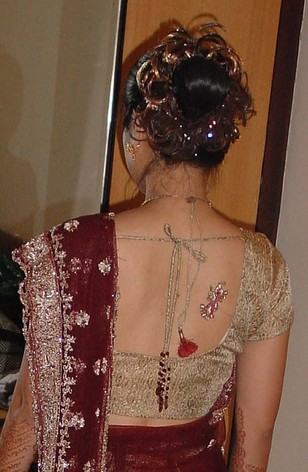

## 胸部支持
胸部を支えるという点に関しては、バックレスドレスを着用する多くの女性、特にバストサイズの大きな女性の間で問題となっている。解決策の1つとして、ブラジャーのデザインの変更を行うというものがある。ブラジャーの中にはサイズ変化に対応できるもの、胸部に密着させることができるもの、アンダーワイヤーブラ、紐なしブラなどがある。また、バストサイズの大きな女性がバックレスドレスが着用できるようデザインされたブラジャーも存在する。